# Marc Scialom
Marc Scialom est un réalisateur et un universitaire français né à Tunis en 1934.

## Biographie
Marc Scialom a travaillé comme professeur dans l'enseignement secondaire au cours des années 1960 et comme rédacteur au quotidien tunisien de langue française La Presse de Tunisie (1963-1964). Dans le même temps, il a commencé à réaliser des courts métrages, puis un long métrage, Lettre à la prison, non diffusé à l'époque.
Il s'est ensuite consacré à l'enseignement de l'italien, terminant sa carrière en 1999 en qualité de maître de conférences à l'université de Saint-Étienne.

## Filmographie

### Courts métrages
- 1957 : En silence
- 1966 : Exils
- 1969 : La Parole perdue

### Longs métrages
- 1969 : Lettre à la prison (sorti seulement en 2009 après avoir été restauré par Chloé Scialom, fille du cinéaste, et l'association marseillaise Film Flamme)[2]
- 2011 : Nuit sur la mer (coréalisatrice : Chloé Scialom)[3]

## Publications

### Roman
- Loin de Bizerte, Mercure de France, 1967

### Traductions
- Boccace, Décaméron (en collaboration), Livre de poche, 1994
- Dante, Divine Comédie, Livre de poche, 1996